# Iwan Zajeć
Iwan Ołeksandrowycz Zajeć, ukr. Іван Олександрович Заєць (ur. 5 lipca 1952 w miejscowości Łoznyca w obwodzie żytomierskim) – ukraiński polityk, z wykształcenia ekonomista i matematyk, były poseł i minister.

## Życiorys
Absolwent Uniwersytetu Kijowskiego. Od 1974 pracował w przedsiębiorstwach rolnych, następnie do 1990 w Instytucie Ekonomii Narodowej Akademii Nauk Ukrainy. W 1989 należał do założycieli opozycyjnej i niepodległościowej organizacji pod nazwą „Ruch”. Działał następnie w Ludowym Ruchu Ukrainy, z którego w 1999 przeszedł do Ukraińskiej Partii Ludowej. Objął stanowisko wiceprezesa UNP.
W latach 1990–2000 i ponownie 2002–2006 zasiadał w Radzie Najwyższej. Od stycznia 2000 do maja 2001 pełnił urząd ministra środowiska w rządzie Wiktora Juszczenki.
W wyborach parlamentarnych w 2006 kandydował z listy Ukraińskiego Bloku Ludowego „Kostenka i Pluszcza”, który otrzymał 1,9% głosów i nie przekroczył wynoszącego 3% progu wyborczego. W przedterminowych wyborach w 2007 po rocznej przerwie powrócił do parlamentu, uzyskując mandat deputowanego z ramienia bloku Nasza Ukraina-Ludowa Samoobrona, który sprawował do 2012.